# Авария Ту-134 в Гвардейском
Авария Ту-134 в Гвардейском — авиационная авария, произошедшая в понедельник 10 июля 2006 года. Авиалайнер Ту-134А ВМФ России выполнял перевозку личного состава из Симферополя в Москву. На скорости отрыва в двигатель попала птица. Командир экипажа получил команду от руководителя полётов прервать взлёт, но самолёт выкатился за пределы лётного поля, подломил стойки шасси, развернулся на 90° и загорелся. В аварии выжили все 28 человек (19 пассажиров и 9 членов экипажа), травмы различной тяжести получили 13 человек, двое были госпитализированы. На борту самолёта находился главнокомандующий ВМФ России адмирал Владимир Масорин с группой офицеров.

## Самолёт
Самолёт Ту-134А № 05 красный, рег. № 63838, построен 21.11.1981 года, принадлежал 318-му отдельному смешанному Краснознамённому Констанцкому авиационному полку с аэродрома Кача (бывший 917-й отдельный транспортный полк ВВС ВМФ).

## Экипаж
Экипаж 9 человек во главе с командиром Олег Гафиулиным (майор) и помощником командира Алексеем Плешковым (майор). Выполнялся плановый перелёт по маршруту Гвардейское — Чкаловский, перевозка группы руководства ВМФ после командно-штабных учений Черноморского флота.

## Авария
На 47 секунде разбега, по достижении скорости отрыва, с поднятой передней стойкой шасси, в газовоздушный тракт левого двигателя попала птица, что вызвало помпаж двигателя, с загоранием табло «Давление масла» и «Вибрация». Руководитель полётов, наблюдая за самолётом дым и хлопки пламени, на 51 секунде дал команду на прекращение взлёта. Двигатели были переведены в режим малого газа. КК на 4 секунде пробега применил основные тормоза и реверс двигателей, интерцепторы не выпускались. Самолёт сошёл на грунт на скорости 279 км/ч в 33 м левее оси ВПП. В процессе пробега самолёт столкнулся правой плоскостью крыла с растяжками антенного поля КРМ. При дальнейшем движении, на удалении 630 м от торца ВПП и скорости 228 км/ч самолёт столкнулся с бруствером объездной автомобильной дороги и бетонным забором аэродрома, в результате чего отъемная часть правой плоскости крыла отделилась от фюзеляжа, произошло разрушение крыльевых топливных баков и воспламенение авиационного топлива.
На удалении 885 м от торца ВПП горящий самолёт остановился. Экипаж и пассажиры самостоятельно и организовано покинули самолёт. 13 человек получили травмы различной степени тяжести, двое были госпитализированы. Ввиду большого количества топлива на борту возникший пожар погасить не удалось. Самолёт был списан.

## Расследование
Результаты назначенного расследования озвучил начальник ВВС и ПВО ВМФ России генерал-лейтенант Юрий Антипов, летевший этим рейсом: «Согласно итоговому заключению экспертной комиссии, в результате попадания птицы в левый авиадвигатель произошел его отказ с последующим возгоранием». Претензий к действиям экипажа и исправности воздушного судна не предъявлялось.